# ココ・ファーム・ワイナリー
ココ・ファーム・ワイナリー（英称: COCOFARM & WINERY）は、栃木県足利市にあるワインメーカー。

## 概要
「社会福祉法人こころみ学園」は指定障害者支援施設で、初代園長と中学校の特殊学級の生徒達が、 1958年（昭和33年）に山林を開墾してぶどう畑を作り、「有限会社ココ ・ファーム・ワイナリー」を設立して、そのぶどうを原料にワインを生産し販売を行っている。事業開始から既に50年を超える歴史があり、国際的にも高い評価を得ており、障害者による農業分野への進出の草分け的な存在となっている。
川田昇（1920（大正9年）〜2010年（平成22年）、後・初代こころみ学園長）は当時、足利市の中学校に特別支援学級をつくり、1958年（昭和33年）、私財を投じて山の急斜面の土地を購入し、知的障害を持った生徒たちと雑木林を開墾してブドウ畑を作り始めた。1969年（昭和44年）、ブドウ畑の麓に指定障害者支援施設の「こころみ学園」がスタートした。ブドウを醸造してワインを造る果実酒製造免許は、社会福祉法人には認可されなかっため、1980年（昭和55年）、川田の計画に賛同する父兄たちにより「ココ ・ファーム・ワイナリー」が設立された。
川田は貧しい農家に生まれた、太平洋戦争で満州に出征したが結核が再発し、戦闘の最前線には送られなかった。仲間が次々と戦死していくたびに、自分だけ生き延びたことに罪悪感を覚えた。川田はこれからの人生を何か人のために尽くしたいと考えた。その後、学校に教師として赴任した時、知的障害者の存在を目のあたりにして、彼らとともに生きていこうと決意した。
最初は生食用ブドウを作っていたが、価格変動が大きく収入が不安定なのでワイン造りに乗り出した。当初は、こころみ学園が果実酒製造免許を取得する計画だったが、税務当局からの指摘である「補助金対象となっているこころみ学園が酒税を納めるのは問題がある」とのことで、別法人として「ココ・ファーム・ワイナリー」を設立した。1984年（昭和59年）、果実酒製造免許を取得し、こころみ学園から原料のブドウやシイタケを仕入れ、ワインに醸造して販売しシイタケの販売も行い、また、こころみ学園の園生が活躍する場所も提供した。
1989年（平成元年）、川田の求めに応じ米国出身のカリフォルニアのワインコンサルタント・ブルース・ガットラヴが来日し、以降、約20年間にわたり醸造責任者を務めた。川田は「障害者が生産に参加している、十分という限界は設けず、最高のワインを」とブルースに依頼した。日本では輸入したブドウで甘いワイン造りが主流だったが、ブルースはドライで酸味があり、すっきりした辛口ワインを目指した。ワインは「ブドウ畑の香りを伝える」というブルースの信念から、輸入ブドウを辞めて国産ブドウ100%に替えた。ブルースはそれまでの日本のワインの常識を覆した。
ブルース・ガットラヴは1961年（昭和36年）米・ニューヨーク州生にまれ、カリフォルニア大学デービス校の大学院で醸造を学び、ワインのコンサルタントとして働いていた。2009年（平成21年）に北海道岩見沢市に移住し畑を開墾、2012年（平成24年）、「10Rワイナリー」（栗沢町）を設立し若手を育てている。ココ・ファームは1年で帰る予定だった、だが懸命にブドウ造りに励むスタッフに心を動かされ、コンサルタントを辞め日本に移住し醸造責任者として働いたのだった。ココ・ファームでは、全国各地のブドウでワインを造っていたが、余市町の「ケルナー」という品種のワインが気に入り、岩見沢市にワイナリーを建てた。現在は受託醸造を行っている、ワイン造りをしたい人がブドウを持ち込んで仕込みを手伝うのである。ブルースは現在もココ・ファームの取締役である。

## 沿革
- 1958年（昭和33年） - 栃木県足利市田島町に葡萄畑（3ヘクタール）を開墾[8]
- 1961年（昭和36年） - マスカット･ベーリーA植樹[8]
- 1968年（昭和43年） - 学園の施設建設開始[8]
- 1969年（昭和44年）
  - 月日不詳 - 「こころみ学園」と命名、施設が竣工[8]
  - 11月14日 - 指定障害者支援施設「社会福祉法人こころみ学園」開所[8]
- 1972年（昭和47年）
  - 2月 - 園生60名（男性25名、女性35名）入園[8]
  - 4月 - 園生80名（男性40名、女性40名）入園[8]
- 1980年（昭和55年）2月 - 「有限会社ココ・ファーム・ワイナリー」設立[8]
- 1982年（昭和57年） - 佐野市赤見に葡萄畑を開墾[8]
- 1984年（昭和59年）
  - 4月 - 「ココ・ファーム・ワイナリー」果実酒製造免許取得[8]
  - 11月 - 第1回収穫祭開催[8]
- 1986年（昭和61年）4月 - 佐野市赤見に葡萄畑（2ヘクタール）にマスカット･ベーリーA植樹[8]
- 1987年（昭和62年） - 学園開拓園にマスカット･ベーリーAとリースリング･リオン植樹[8]
- 1989年（平成元年）
  - 月日不詳 - 米カリフォルニアのワインコンサルタント・ブルース・ガットラヴが約20年間醸造責任者を務める[3]
  - 月日不詳 - カリフォルニア・ソノマに葡萄畑（5ヘクタール）確保[8]
- 1994年（平成6年）
  - 1月 - 古澤巌取締役就任[8]
  - 4月 - 園生90名（男性54名、女性36名）入園[8]
- 1995年（平成7年）6月 - カリフォルニアへ親子旅行291名参加[8]
- 1999年（平成11年）
  - 1月 - ブルース･ガットラヴ取締役就任[8]
  - 4月 - 佐野市赤見の葡萄畑に小公子植樹[8]
- 2000年（平成12年）
- 4月 - こころみ学園マルサン葡萄畑にノートンとタナ植樹、やまのこ棟（第1期工事）完成[8]
- 7月 - スパークリングワイン｢1996NOVO｣が九州・沖縄サミットの晩餐会使用以降、国際会議の夕食会と昼食会採用[8]
- 2001年（平成13年）6月 - ぶどう学舎（第2期工事）完成[8]
- 2002年（平成14年）4月 - 田島町の田島川右岸にノートンとヴィニョール植樹[8]
- 2003年（平成15年）4月 - ココ･ファーム･カフェがオープン[8]
- 2006年（平成18年）4月 - こころみ学園のマルサン葡萄畑にプティ･マンサン植樹[8]
- 2007年（平成19年）4月 - 佐野市赤見の葡萄畑にタナ植樹[8]
- 2011年（平成23年）11月 - 足利市田島町にワイン用葡萄畑、テラスヴィンヤード開墾[8]
- 2012年（平成24年）
  - 4月 - テラスヴィンヤードにマスカット･ベーリーAとリースリング･リオン植樹[8]
  - 6月 - 高齢知的障害者の多目的スペース（カバネル）完成[8]
- 2013年（平成25年）12月 - JAL国際線ファーストクラスラウンジで「2012足利呱呱和飲」採用、以降、国際線機内とラウンジに搭載[8]
- 2014年（平成26年） - 香川県小豆島に小さなオリーブ畑かりる[8]
- 2018年（平成30年）4月 - 北海道岩見沢の自家畑にピノ･グリ、シャルドネ、ゲヴュルツトラミネールなど10品種植樹[8]
- 2020年（令和2年）4月 - 山形県上山の自家畑にアルバリーニョ、シュナン･ブラン、プティ･マンサン、シャルドネ、リースリング･リオン、カベルネ･フランなど植樹[8]
- 2021年（令和3年）10月 - コロナが流行で収穫祭はオンライン開催[9]
- 2022年（令和4年）11月19日 - 「第39回収穫祭」3年ぶり開催、5,000人が参加[10][11]

## 利用情報
- ココ・ファーム・ワイナリー
  - 所在地 - 〒326-0061 栃木県足利市田島町611番地[1]
  - 定休日 - 年末年始（12月31日〜1月2日）、1月第3月曜日〜金曜日の5日間、11月収穫祭前日[12]
  - 営業時間 - 午前10時-午後6時[12]
  - ワイナリー見学 - 1日3回/午前10時30分､午後1時〜午後3時
  - ワイナリー見学料金 - 500円
  - テイスティング - 午前10時〜午後5時、5種類1,500円、2種類1,000円グラス付き
- ワインショップ
  - 定休日 - 年末年始（12月31日〜1月2日）、1月第3月曜日〜金曜日の5日間、11月収穫祭前日[12]
  - 営業時間 - 午前10時-午後6時[12]
- ココ・ファーム・カフェ
  - 定休日 - 年末年始（12月31日〜1月2日）、1月第3月曜日〜金曜日の5日間、11月収穫祭前日[12]
  - 営業時間 - 平日/午前11時〜午後4時、土日祝日/午前11時〜午後5時[12]
- 収穫祭
  - 日時 - 2023年11月18日(土)､19日(日)、開場/午前8時30分、開始/午前10時〜午後3時、雨天決行[13]
  - 場所 - 足利市田島町 ココ・ファーム・ワイナリー[13]
  - 参加費 - 予約必要、5,000円(税込)[13]
  - ワイン - 「できたてワイン」「収穫祭記念ワイン」各種自家製ワイン[13]
  - 音楽 - 武澤秀平・アウラ・Saigenji・古澤巖・坂田明COCODA[13]
  - 料理 - ヴィンヤードクラブが出店、キャッシュ･オン･デリバリー[13]

## ぶどう畑（自社管理）
- 足利の自家畑
  - マルサン上 - 1986年開墾 - ノートン（2000、2009年植樹）、アルバリーニョ（2015、2020年植樹）[14]
  - マルサン下 - 2006年開墾 - プティ・マンサン（2006、2009年植樹）[14]
  - 開拓園 - 1986年開墾 - マスカット・ベーリーA（1987、2004、2010年植樹）、リースリング・リオン（1987、2011年植樹）[14]
  - 田島川右岸 - 1999年開墾 0.5ha[15] - トラミネット（2013年植樹）、ヴィニョール（2002、2004年植樹）、マルヴァジア（2018年植樹）、プティ・マンサン（2020年植樹）、アルバリーニョ（2019年植樹）[14]
  - フリゼ・ヴィンヤード - 2001年開墾 0.7ha[15][14]
  - テラス・ヴィンヤード - 2011年開墾 1.0ha[15][14]
- 佐野の自家畑 1982年開墾 1.2ha[15]
  - 赤見A地区 - マルスラン（2023年植樹）[14]
  - 赤見B地区 -  タナ（2007、2010年植樹）[14]
  - 赤見C地区 -  マスカット・ベーリーA（1984、2000、2004年植樹）、プティ・マンサン（2018年植樹）[14]
- フリゼヴィンヤード - カベルネ・ソーヴィニョン（2004年植樹）、プティ・ヴェルドー（2015年植樹）[14]
- 北フリゼヴィンヤード - アルバリーニョ（2023年植樹）、オンダラビ・スリ（2023年植樹）[14]
- 第1テラスヴィンヤード - マスカット・ベーリーA（2012年植樹）[14]
- 第2テラスヴィンヤード - リースリング・リオン（2012年植樹）[14]
- マルロク - マスカット・ベーリーA（1961年植樹）、ネオマスカット（2012年植樹）、シャインマスカット（2012年植樹）[14]

## 受賞歴
- 2000年（平成12年） - 第9回 日本生活文化賞[16]
- 2002年（平成14年） - 第1回 渋沢栄一賞[16]
- 2006年（平成18年） - 第1回 ソーシャル･ビジネス･アワード ソーシャル･ベンチャー･ビジネス賞[16]
- 2007年（平成19年） - デザイン・エクセレント・カンパニー賞[16]
- 2008年（平成20年） - 東京農大経営者大賞[16]
- 2010年（平成22年） - 吉川英治文化賞[16]
- 2018年（平成30年） - ディスカバー農山漁村(むら)の宝選定[16]
- 2018年（平成30年） - 第10回 若者力大賞[16]
- 2019年（令和元年） - 第9回 日本でいちばん大切にしたい会社大賞[16]
- 2021年（令和3年） - 第8回 ソーシャルプロダクツ・アワード2021優秀賞[16]

## 交通アクセス
- 鉄道
  - 東日本旅客鉄道（JR東日本）両毛線 - 「足利駅」よりタクシーで約18分
  - 東武伊勢崎線 - 「足利市駅」よりタクシーで約20分
- 路線バス
  - あしバスアッシー行道線 - 「ココファーム入口」下車、徒歩で約7分
- 自動車
  - 北関東自動車道 - 「足利IC」下車、約10分